# 好望堡

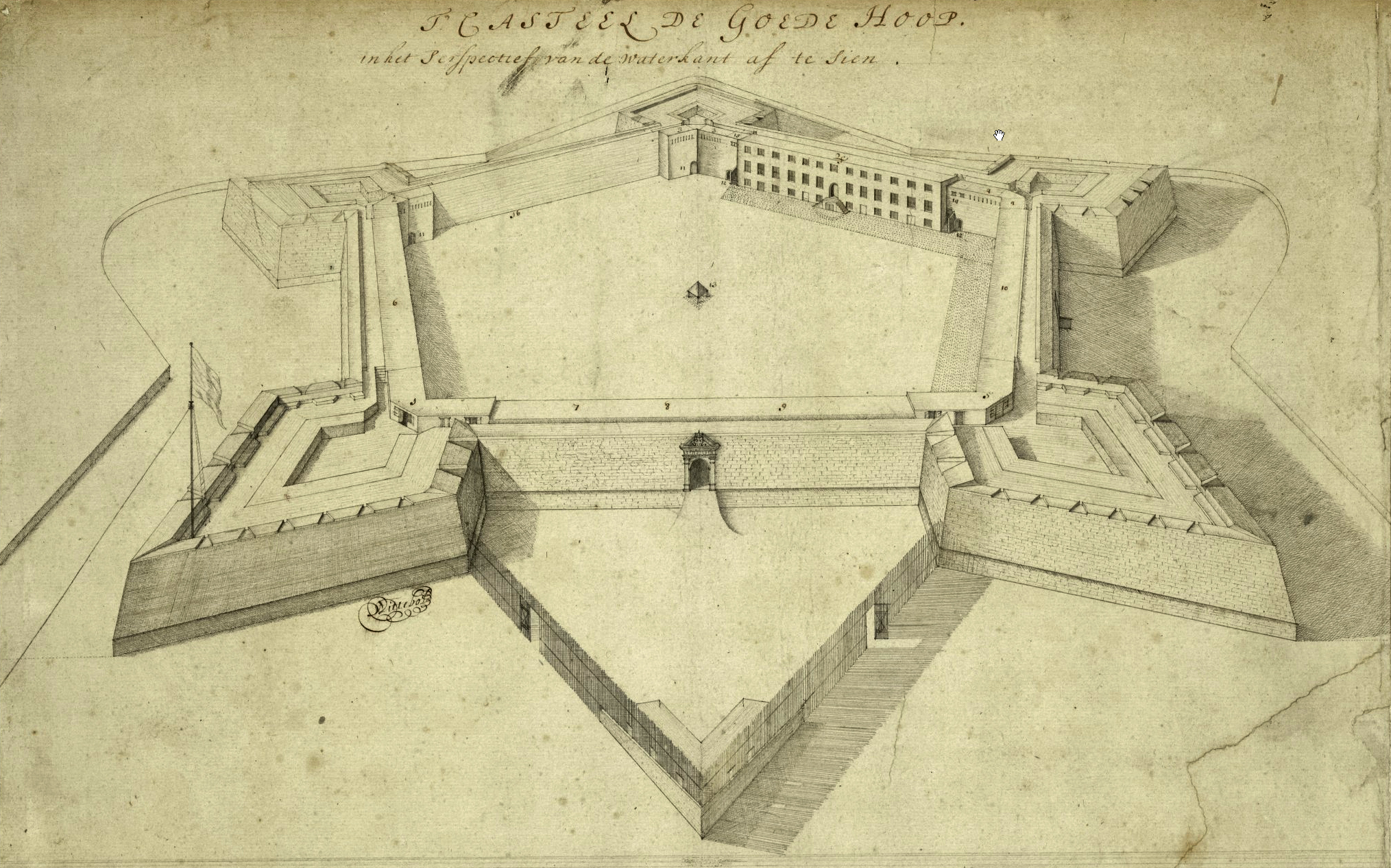
好望堡之素描，作於1680年

好望堡（Castle of Good Hope），建於1666年－1697年，位於南非西開普省開普敦，為歐洲人於南非之第一所軍事基地，亦為南非最古老的歐式建築之一。原為荷蘭東印度公司總督官邸，現為威廉·菲賀藝術品收藏館、軍事博物館，堡內並保存著當年囚禁犯人之牢房。
2016年经南非遗产资源局公布为该国之“国家遗产地”。

## 外部連結
- （英文）Tourism Website（页面存档备份，存于）
- （英文）Castle of Good Hope on the Iziko Museums of Cape Town website
- （英文）Castle of Good Hope on the Fortified Places website（页面存档备份，存于）